# Laurent Rioux
Laurent Rioux est un ancien pilote automobile de stock-car né dans la région de Montréal, Québec (Canada) vers 1943.
Il a pris le départ de trois courses de la NASCAR Sprint Cup (alors appelée NASCAR Winston Cup) en 1983 et 1984, avec comme meilleur résultat une 17e place à Martinsville Speedway en Virginie.
Il a échoué par deux fois à se qualifier pour le célèbre Daytona 500 en 1983 et 1984.
De 1979 à 1981, il compte 15 départs en série NASCAR North. Son meilleur résultat est une cinquième place à l’Autodrome St-Eustache en 1979.